# Llista d'estructures castelleres
| Pilar |  | Pilar         |
| Pilar |  | Dos (o torre) |

| Tres |  | Tres   |
| Tres |  | Quatre |

L'estructura d'un castell és el nombre i disposició dels castellers que formen el tronc del castell. Cada estructura determina una distribució i col·locació diferent dels castellers de la pinya i del pom de dalt. Es diferencien les estructures simples de les estructures compostes o combinades. Les estructures simples són el pilar —format per una persona per pis—, el dos (o torre), el tres i el quatre. La resta d'estructures són compostes i estan formades per la combinació de dos o més castells d'estructura simple.
Juntament amb els pisos d'alçada, l'estructura és un dels dos paràmetres bàsics per distingir els diferents tipus de castells. Així, per exemple, un castell on a cada pis hi ha quatre castellers i té vuit pisos d'alçada s'anomena "4 de 8". El pom de dalt, format pels dosos, l'acotxador i l'enxaneta, es considera que té tres pisos. Per norma general es considera que entre dos castells de la mateixa estructura, el més alt és el de més difícil execució, i entre les quatre estructures simples, de menor a major dificultat són el quatre, el tres, el dos i el pilar.
Històricament, les estructures més comunes i freqüents han sigut el pilar, el dos, el tres, el tres aixecat per sota, el quatre, el quatre amb l'agulla i el cinc. Modernament, a la segona època d'or dels castells, les colles han mantingut aquestes primeres estructures i n'han incorporat algunes de noves com el tres amb l'agulla, el cinc amb l'agulla, el set o el nou. Altres estructures més excepcionals són la torre aixecada per sota, el quatre aixecat per sota, el sis, el set amb dues agulles, el vuit, el deu o el dotze.

## Pilar

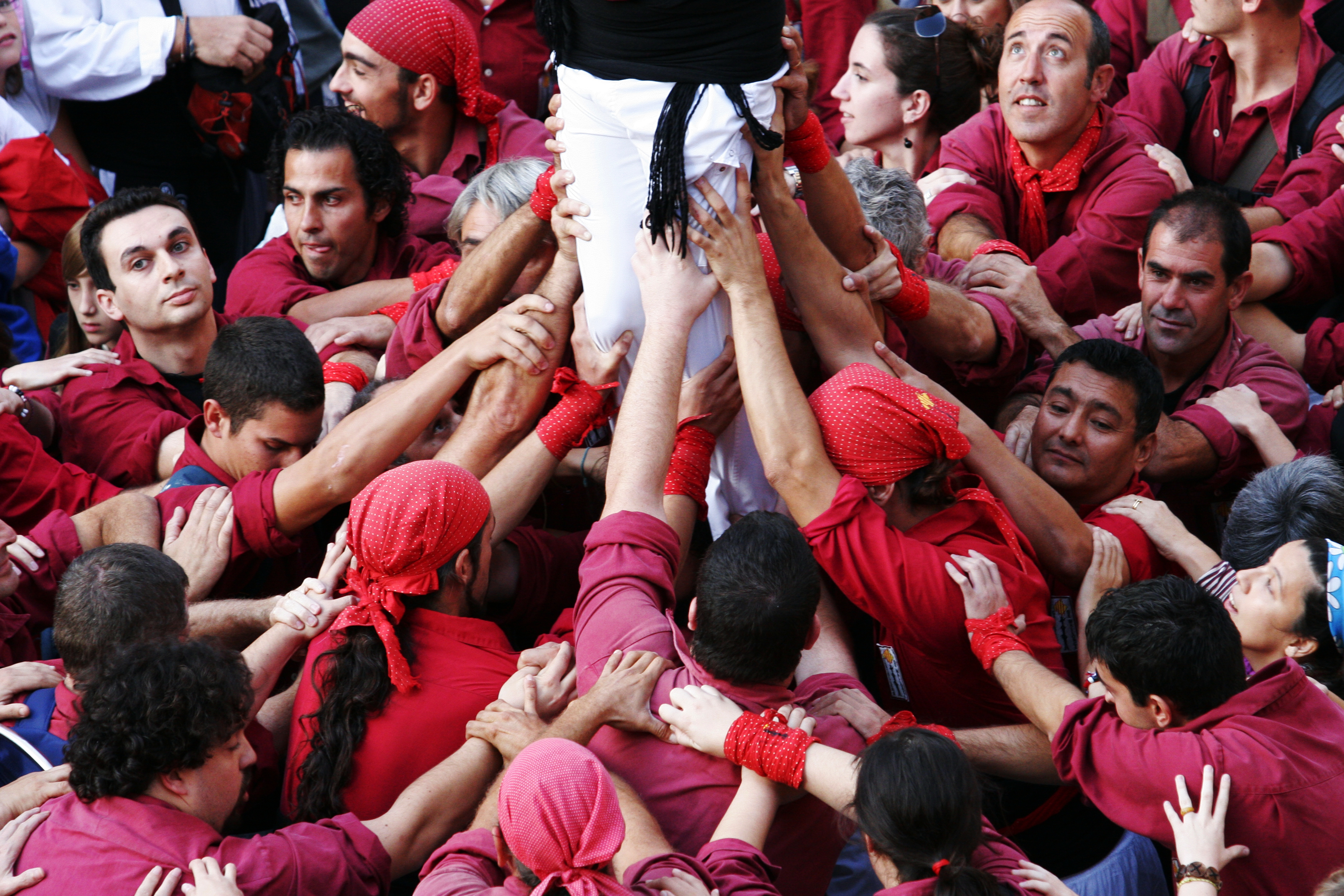
Pinya d'un pilar

Un pilar és un castell d'estructura simple format per una persona per pis. Tradicionalment, els pilars s'alcen a l'inici i al final de l'actuació. No obstant això, ocasionalment en concursos de castells, i molt menys freqüentment en diades castelleres convencionals, també se n'han fet en les rondes de l'actuació com a castell. És l'estructura més habitual en el repertori casteller i la que es realitza amb més variants diferents. Segons la Base de Dades de la Coordinadora de Colles Castelleres de Catalunya – Colla Jove Xiquets de Tarragona, de 10.684 castells intentats en la temporada 2013, 5.547 van ser pilars (en tots els pisos i variants diferents), la qual cosa representa un 52% del total respecte totes les diferents estructures provades aquell any.

### Pinya
El nucli de la pinya està format per 1 contrafort, 2 crosses i 1 agulla. La pinya està composta de 8 rengles.

### Tronc
El tronc està format per un sol casteller a cada pis. Cada component del tronc del pilar, en excepció del baix i de l'enxaneta, agafa el casteller del pis superior per darrere de les cames a l'alçada dels bessons, aixecant el cap per oferir un punt de suport i alhora impedir que es dobleguin els genolls del casteller que té al damunt. Els castellers pugen enfilant-se per l'esquena dels castellers que van formant el tronc.

### Pom de dalt
És l'únic castell en què el pom de dalt es redueix a la figura de l'enxaneta –no hi ha dosos ni acotxador–, el qual puja i baixa pel mateix costat. Per indicar que ha estat carregat, l'enxaneta ha de fer l'aleta aixecant un braç i posant-se l'altre a la cintura.

### Castells
| - Pilar de 4 - Pilar de 5 - Pilar de 6 | - Pilar de 7 amb folre - Pilar de 8 amb folre i manilles - Pilar de 9 amb folre, manilles i puntals (només carregat) |

## Dos (o torre)

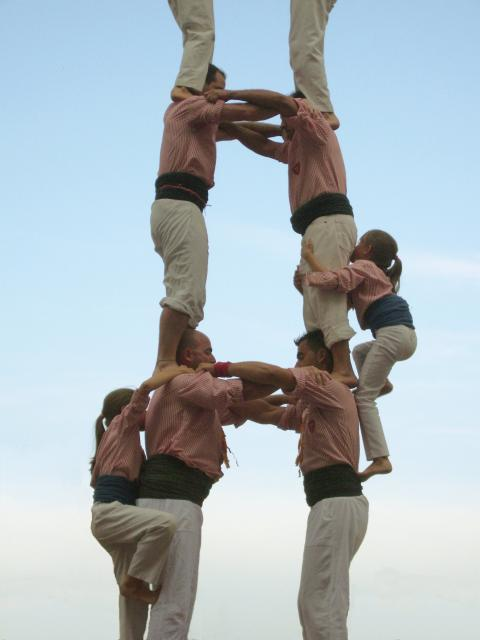
Tronc d'un 2 de 7

Un dos o torre és un castell d'estructura simple format per dues persones per pis.

### Pinya
El nucli de la pinya està format per 2 contraforts, 4 crosses i 1 agulla. La pinya està composta de 8 rengles: 2 primeres mans, 2 vents i 4 laterals.

### Pom de dalt
El pom de dalt de la torre està format per 4 castellers: una parella de dosos, un acotxador i un enxaneta. La torre és l'única estructura en què els dosos adopten la mateixa posició que la resta de castellers de tronc. Així, cada un dels dosos posa els seus dos peus sobre les espatlles del casteller del pis inferior. L'acotxador i l'enxaneta pugen per rengles oposades, després de fer l'aleta es creuen dalt del castell i cada un d'ells baixa per la rengla per on ha pujat l'altre.

### Castells
| - 2 de 6 - 2 de 7 - 2 de 8 amb folre | - 2 de 9 amb folre i manilles - 2 de 8 sense folre - 2 de 9 sense manilles |

## Dos (o torre) aixecat per sota
Un dos aixecat per sota o torre aixecada per sota és un castell d'estructura simple format per dues persones per pis, que es fa amb la tècnica d'aixecar-lo per sota.

### Pom de dalt
El pom de dalt de la torre està format per 4 castellers: una parella de dosos, un acotxador i un enxaneta. L'enxaneta, igual que en el tres aixecat per sota i el quatre aixecat per sota, posa els peus a sobre les espatlles del casteller del pis inferior (el terç en el cas del de sis pisos i el quart en el de set) i s'agafa a l'esquena del dos de la banda per on puja fins que es fa l'última aixecada i entren els baixos. Llavors, acaba de pujar, corona el castell i baixa per la rengla oposada per on havia pujat. L'acotxador baixa per on puja l'enxaneta i els dosos baixen cada un per la seva rengla.

### Castells
- 2 de 6 aixecat per sota
- 2 de 7 aixecat per sota

## Tres

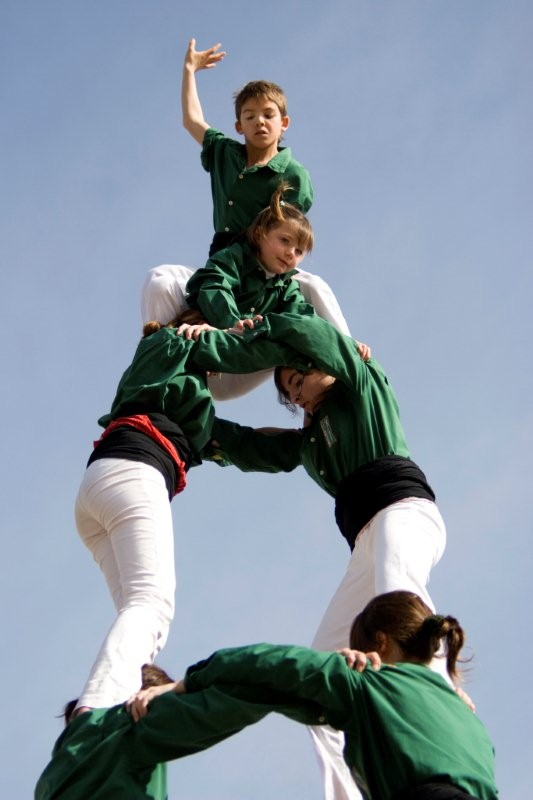
Pom de dalt d'un tres

Un tres és un castell d'estructura simple format per tres persones per pis.

### Pinya
El nucli de la pinya està format per 3 contraforts, 6 crosses i 3 agulles. La pinya està composta de 12 rengles: 3 primeres mans, 3 vents i 6 laterals.

### Tronc
A diferència del quatre, en el tres els castellers de cada un dels pisos del tronc s'agafen entre ells entrellaçant els braços. La tècnica habitual és agafar-se passant el braç dret per sota (o per dins) i l'esquerra per sobre (o per fora), recolzant els dits polzes sota les aixelles dels companys, i mantenint els colzes amunt fent força. El tres, en comparació al quatre, és una estructura més inestable i fràgil, ja que té una rengla menys i, per tant, té menys defenses. No obstant això, quadrar els baixos i el tronc d'un tres és més fàcil que en un quatre, ja que hi ha menys possibilitat d'error. El principal punt feble del tres és que té tendència a girar-se sobre el seu propi eix de simetria.
Tenir un bon tres permet tenir la base per fer castells d'estructura de tres amb l'agulla, tres aixecat per sota, cinc i nou.
Cada un dels tres pilars d'aquest castell rep un nom diferent en funció de les seves característiques i dels castelleres que hi pugen:
- Pilar del mig (rengla): És el pilar que porta el dos tancat.
- Pilar ple (pilar fort, plena, dreta, carregada): És el pilar que queda a la dreta de la rengla i pel qual pugen el dos obert i l'enxaneta.
- Pilar buit (pilar fluix, buida, esquerra): És el pilar que queda a l'esquerra de la rengla i pel qual puja i baixa només l'acotxador.

### Pom de dalt
El pom de dalt està format per quatre castellers:
- un dos tancat o dret, que se situa a la rengla;
- un dos obert o eixancarrat, que puja pel pilar ple o dret i se situa amb un peu en aquest pilar i un peu al pilar buit o esquerre;
- un aixecador o acotxador, que puja pel pilar buit o esquerre i se situa ajupit damunt dels dosos;
- l'enxaneta, que puja pel pilar ple o dret i baixa per la rengla després de travessar el pom per damunt de l'aixecador tot fent l'aleta.

### Castells
| - 3 de 6 - 3 de 7 - 3 de 8 - 3 de 9 amb folre | - 3 de 10 amb folre i manilles - 3 de 9 sense folre (carregat) |

## Tres aixecat per sota

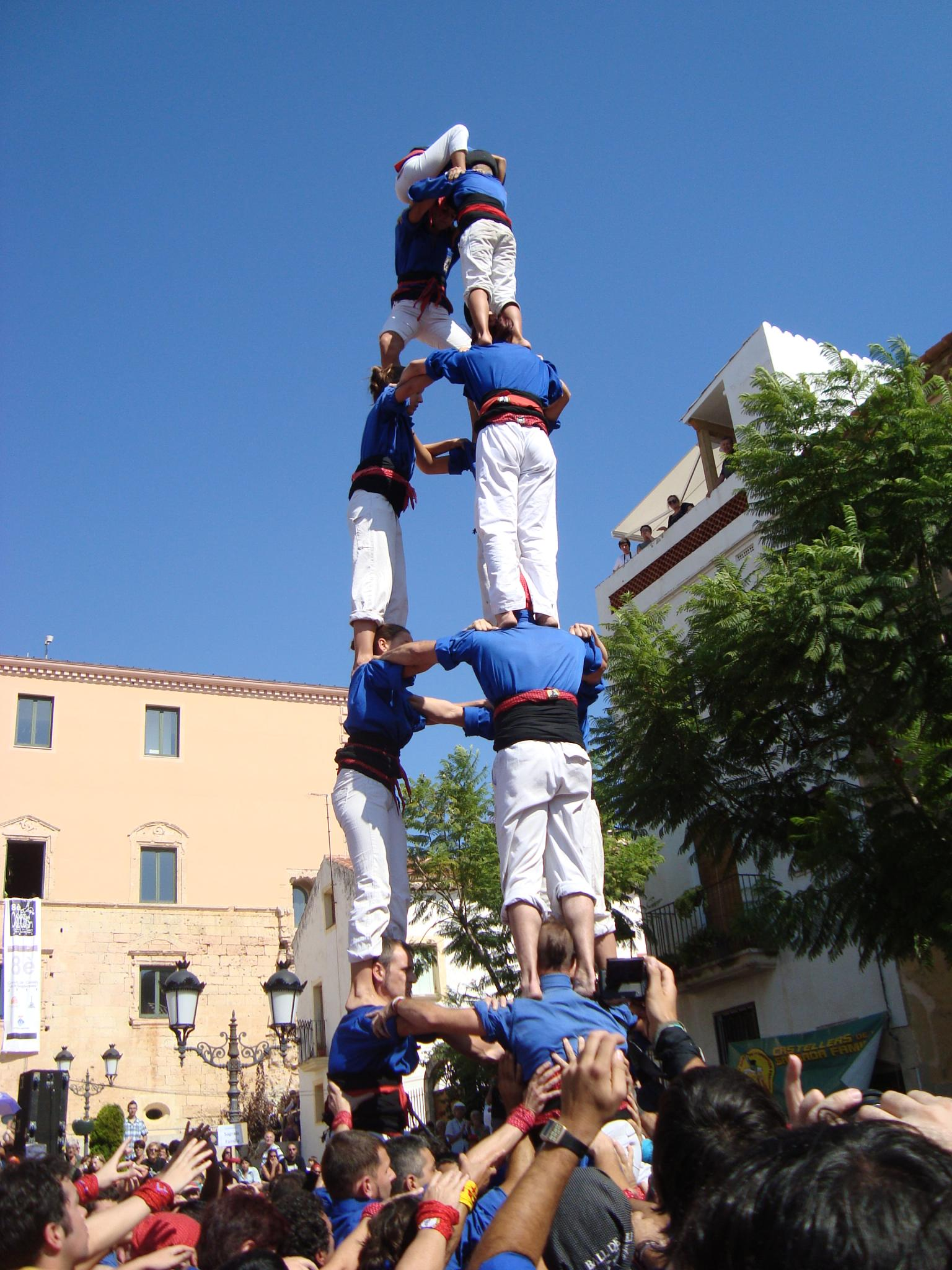
3 de 7 aixecat per sota

Un tres aixecat per sota és un castell d'estructura simple format per tres persones per pis, que es fa amb la tècnica d'aixecar-lo per sota.

### Castells
- 3 de 6 aixecat per sota
- 3 de 7 aixecat per sota
- 3 de 8 aixecat per sota

## Tres amb l'agulla

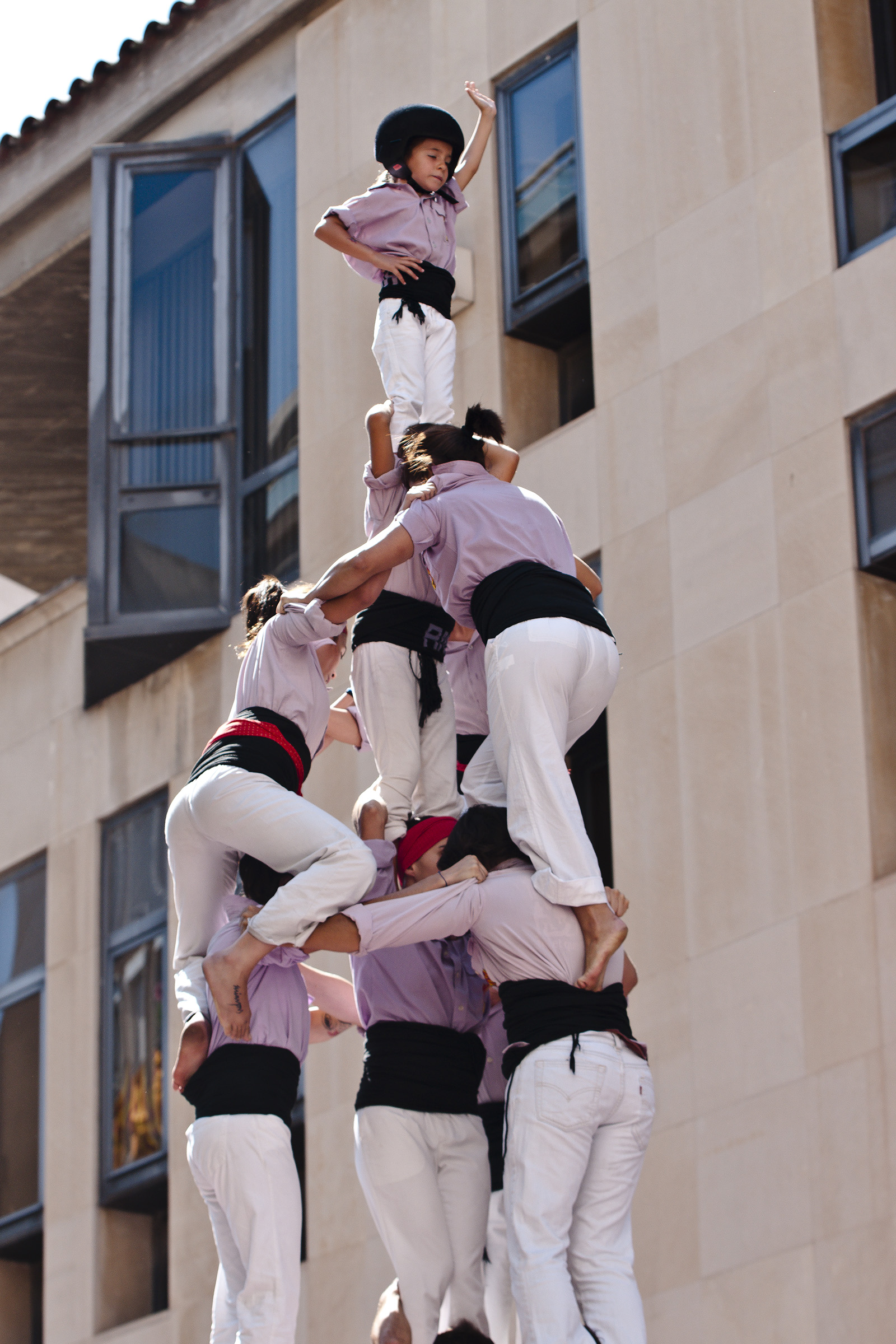
Tronc d'un 3 de 8 amb l'agulla

Un tres amb l'agulla o tres amb el pilar al mig és un castell d'estructura composta format per quatre persones per pis: tres a l'estructura exterior i una al pilar del mig.

### Castells
| - 3 de 6 amb l'agulla - 3 de 7 amb l'agulla - 3 de 8 amb l'agulla | - 3 de 9 amb folre i l'agulla |

## Quatre

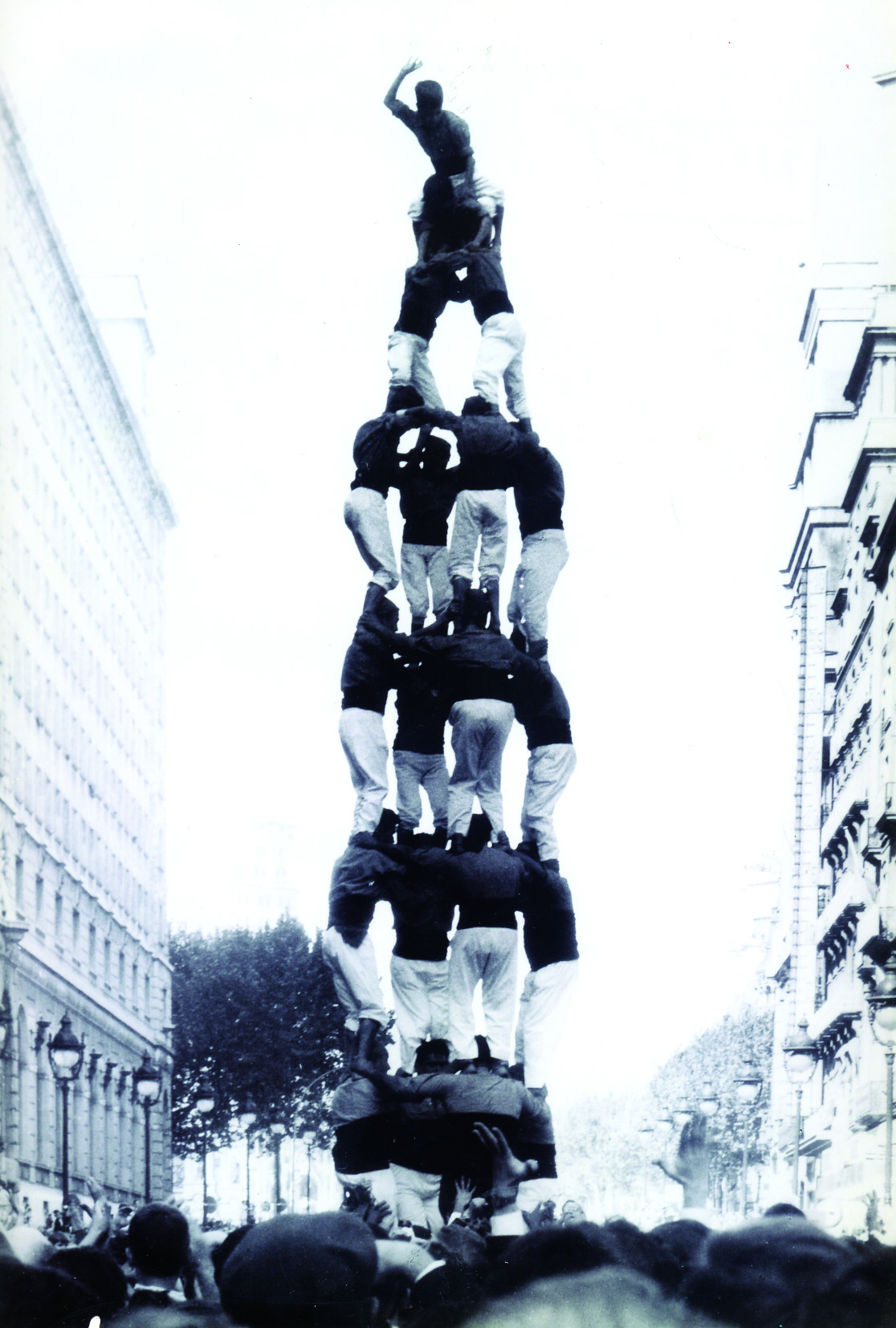
4 de 8

Un quatre és un castell d'estructura simple format per quatre persones per pis.

### Pinya
El nucli de la pinya està format per 4 contraforts, 8 crosses i 4 agulles. La pinya està composta de 16 rengles: 4 primeres mans, 4 vents i 8 laterals.

### Tronc
Com que el quatre és el castell d'estructura simple amb més rengles, es considera que és l'estructura més segura, sòlida i estable. El principal punt feble és que perdi la seva forma quadrada, és a dir, que es desquadri. Es tracta del castell escola per molts castellers, ja que degut a la seva seguretat permet fer-hi debutar castellers poc experimentats.

### Pom de dalt
El pom de dalt del quatre està format per 4 castellers: una parella de dosos, un aixecador i un enxaneta. Els dosos se situen en una posició oberta, és a dir, col·loquen els peus sobre les espatlles de dos castellers diferents. Pel que fa a l'entrada i la sortida de la canalla, cada dos puja i baixa per la seva rengla, mentre que l'aixecador i l'enxaneta pugen i baixen per rengles oposades i es creuen dalt del castell. D'aquesta manera tots els components del pom de dalt es reparteixen per pilars diferents en la pujada i la baixada. Això fa que el castell sigui més estable, en tenir el pes més ben repartit que en un tres.

### Castells
| - 4 de 6 - 4 de 7 - 4 de 8 - 4 de 9 amb folre | - 4 de 9 sense folre - 4 de 10 amb folre i manilles - 4 de 10 sense manilles (no assolit) |

## Quatre aixecat per sota
Un quatre aixecat per sota és un castell d'estructura simple format per quatre persones per pis, que es fa amb la tècnica d'aixecar-lo per sota.

### Castells
- 4 de 6 aixecat per sota
- 4 de 7 aixecat per sota

## Quatre amb l'agulla

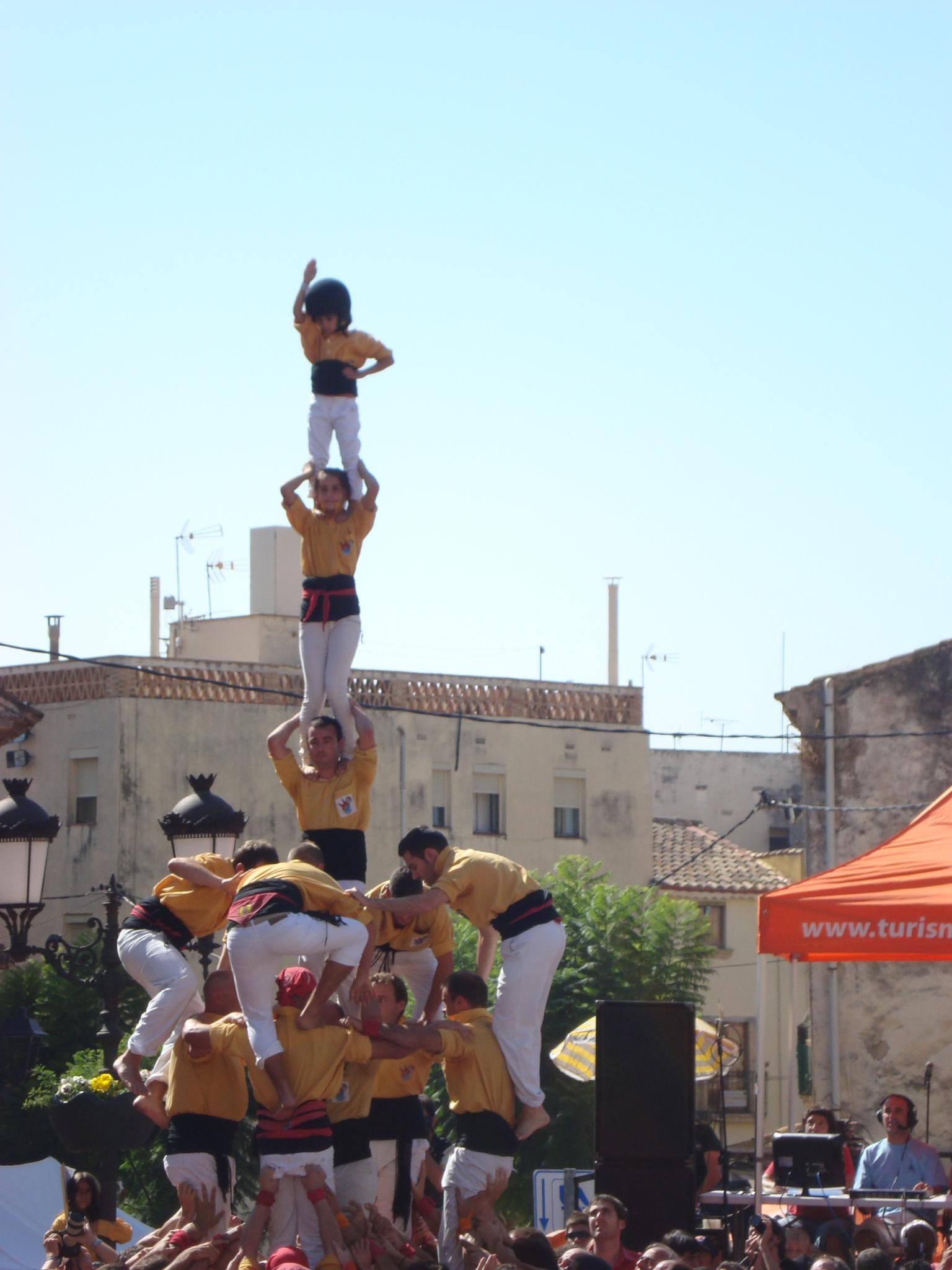
4 de 7 amb l'agulla

Un quatre amb l'agulla o quatre amb el pilar al mig és un castell d'estructura composta format per cinc persones per pis: quatre a l'estructura exterior i una al pilar del mig.

### Castells
| - 4 de 6 amb l'agulla - 4 de 7 amb l'agulla - 4 de 8 amb l'agulla | - 4 de 9 amb folre i l'agulla |

## Cinc

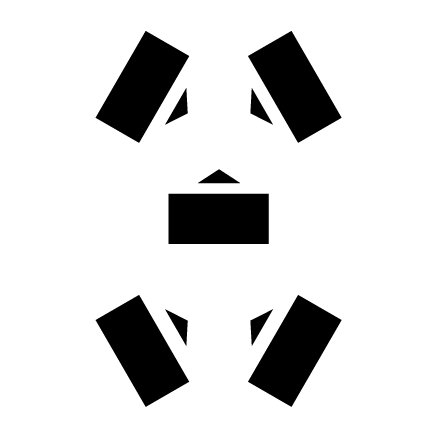
Estructura del tronc i baixos del 5

Un cinc és un castell d'estructura composta format per cinc persones per pis. S'estructura a partir d'un tres central i una torre que s'adossa a la rengla del tres.

### Pinya
L'estructura combinada d'aquest castell (un tres i una torre) determina que la composició de la pinya sigui similar a la d'aquests dos castells per separat. Així, en el tres es manté la mateixa configuració del peu, tant pel que fa a l'equip del baix com a l'equip de mans. La diferència és que a la rengla, darrere del primeres mans hi ha com a molt un segones mans, ja que darrere seu ja hi ha el vent de la torre. El nucli de la pinya està format per 5 contraforts i 10 crosses —un contrafort i dues crosses per cada un dels cinc baixos— i 3 agulles, situades a dins de l'estructura del tres. La pinya està composta de 19 rengles: 5 primeres mans, 4 vents i 10 laterals.

### Pom de dalt

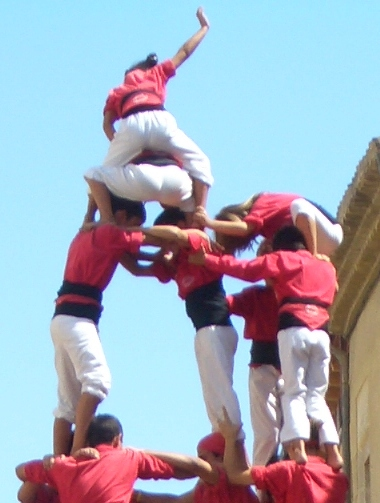
Pom de dalt d'un 5 de 7

El pom de dalt del cinc està format per 7 castellers: dues parelles de dosos, dos acotxadors i un enxaneta. Juntament amb el cinc amb l'agulla, el sis, el set, el vuit, el nou i el dotze, el cinc és una estructura composta que té més d'un pom de dalt: el pom de dalt del tres i el pom de dalt de la torre (o del dos). Pel que fa al primer, la seva configuració és igual que la d'un tres: un dos dret, sobre la rengla, i un altre d'obert repartit en els dos pilars restants. En canvi, en la torre els dosos adopten la mateixa posició que la resta dels castellers de tronc de la torre, drets amb els peus sobre les espatlles del casteller del pis inferior, agafant-se amb un braç entre ells i amb l'altre al dos dret que hi ha a la rengla del tres. En el cinc, els dos poms de dalt porten un acotxador cada un, mentre que un únic enxaneta corona primer el tres i a continuació la torre. Quan l'enxaneta fa la segona aleta el castell es considera carregat.
L'entrada i la sortida dels dosos i l'acotxador del tres és la mateixa que en un tres: el dos dret puja i baixa per la rengla, el dos obert per la plena i l'acotxador ho fa per la buida. Els dosos de la torre pugen i baixen cada un pel seu pilar, igual que l'acotxador de la torre, que ho fa pel pilar contrari pel qual baixa l'enxaneta. Per la seva banda, l'enxaneta puja per la plena, fa les dues aletes, i surt pel pilar de la torre que queda a la mateixa banda del castell per on ha pujat.
A l'antiga
Antigament el pom de dalt del cinc (anomenat "amb dos pollegons") s'havia fet diferent de com es fa actualment. Els dosos es col·loquen com si el cinc fossin dos tresos. D'aquesta manera, dels quatre dosos dos són oberts i dos tancats. Els dos dosos oberts posen el peu dret a la rengla del tres real i l'altre peu un el posa sobre la buida i l'altre a la rengla de la torre per on baixa l'enxaneta actualment. Els dos altres dosos van tancats, un sobre la plena i l'altre sobre la regla de la torre per on puja l'acotxador actualment. Té dos acotxadors i dos enxanetes coronen el castell.

### Castells
| - 5 de 6 - 5 de 7 - 5 de 8 | - 5 de 9 amb folre |

## Cinc amb l'agulla
Un cinc amb l'agulla o cinc amb el pilar al mig és un castell d'estructura composta format per sis persones per pis: cinc a l'estructura exterior i una al pilar del mig, que se situa dins del tres.

### Castells
- 5 de 6 amb l'agulla
- 5 de 7 amb l'agulla
- 5 de 8 amb l'agulla

## Sis
Un sis és un castell d'estructura composta format per sis persones per pis. Es tracta d'una construcció d'una autèntica raresa fora de l'ortodòxia castellera. Els Castellers de Vilafranca van fer el 6 de 7 el 31 d'agost del 1996, durant la diada de Sant Ramon, i l'any 2009 també l'assoliren, amb un pis menys, els Margeners de Guissona.
És una construcció tan excepcional que no hi ha consens en la seva estructura. S'ha descarregat usant, com a mínim, tres configuracions diferents:
- La més habitual es compon d'una torre (o dos) central a cada pilar de la qual s'adossa una altra torre/dos.[11] El pom de dalt està format de dues parelles de dosos, dos acotxadors i un o dos enxanetes, que pugen i baixen per les torres laterals.[25] Cada parella de dosos està formada per un dos eixancarrat entre un component de la torre central i un de la seva torre lateral adossada, i un dos dret sobre sobre l'altre component d'aquella torre lateral.

- Una altra opció és semblant a l'estructura de cinc però amb la diferència que és un quatre amb una torre (o dos) que s'agafa a un pilar del quatre, sobre el que es troben dues parelles de dosos i dos aixecadors. L'enxaneta en canvi és únic i ha de traspassar els dos poms de dalt de manera consecutiva amb dues aletes (primer es carrega el quatre i després el dos).

- L'opció menys habitual, duta a terme pels Esperxats de l'Estany, és unir dos tresos, un dels quals es presenta quadrat com un quatre i enganxat a la buida de l'altre tres. És, per tant, semblant a un Set que ha perdut un component del seu quatre. El pom d'aquest castell és més complicat, ja que el tres quadrat com a quatre porta dos dosos eixancarrats, un dels quals comparteix peu amb l'altre tres. L'altre tres porta un dos dret al pilar que queda a la dreta del pilar central del castell, pel que el pilar del mig del castell i la rengla del tres no coincideixen. L'enxaneta en canvi és únic i ha de traspassar els dos poms de dalt de manera consecutiva amb dues aletes.

### Castells
- 6 de 6
- 6 de 7

### Galeria

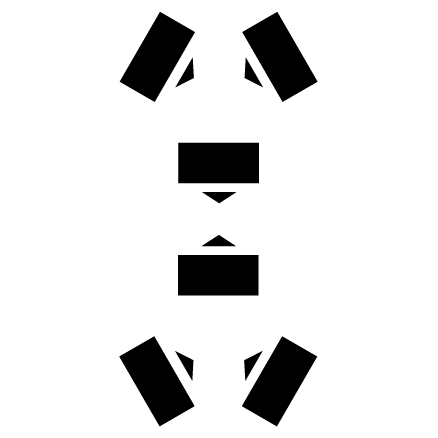
Estructura del tronc i baixos del 6 en la variant 2+2+2, amb una torre central al qual s'adossen dues altres torres
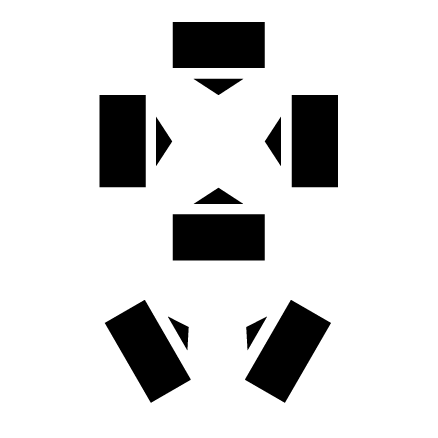
Estructura del tronc i baixos del 6 en la variant 4+2, adossant un 2 a un 4
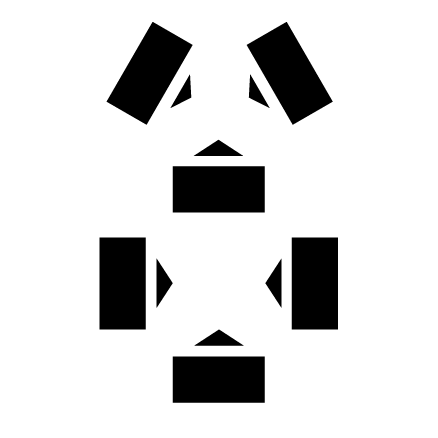
Estructura del tronc i baixos del 6 en la variant estanyenca, adossant un 3 a un altre 3 (3+3)

## Sis amb l'agulla
Un sis amb l'agulla o sis amb el pilar al mig és un castell d'estructura composta format un quatre amb l'agulla al qual s'adossa un dos en una de les rengles. L'única vegada que s'ha realitzat fins a l'actualitat fou el 6 de 7 amb l'agulla fet pels Castellers de Vilafranca el 8 de juny del 2014 a Brussel·les. En canvi, no consta cap 6 de 6 amb l'agulla.

### Castells
- 6 de 7 amb l'agulla

## Set

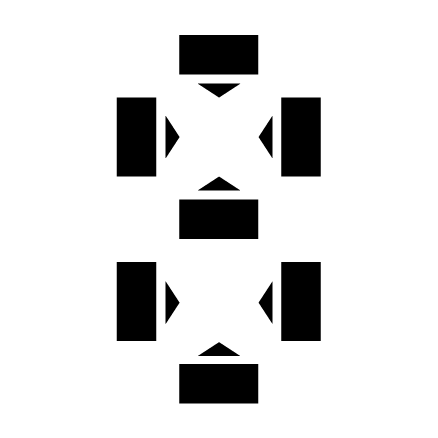
Estructura del tronc i baixos del 7

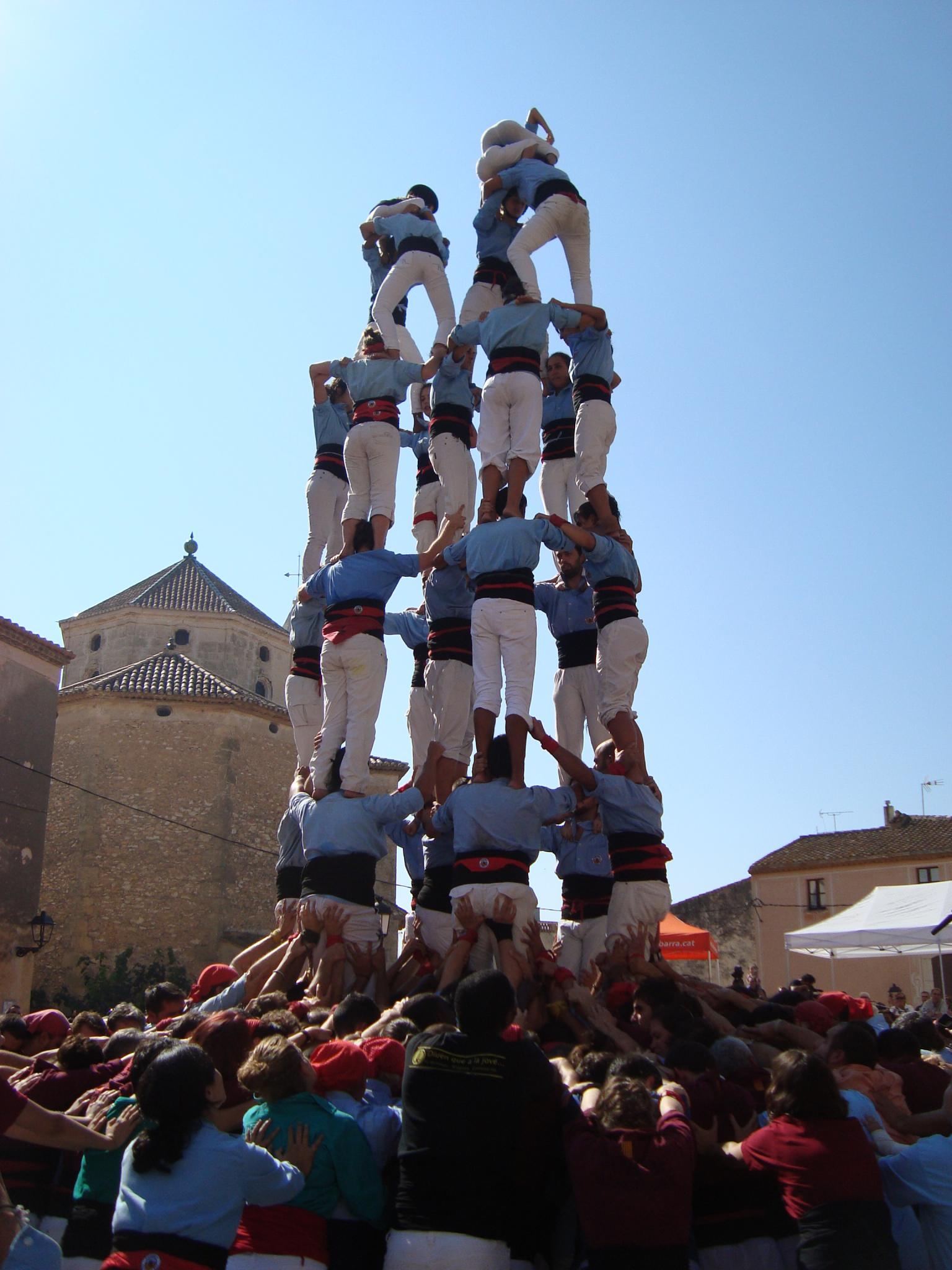
7 de 7

Un set és un castell d'estructura composta format per set persones per pis. S'estructura a partir d'un quatre, una rengla del qual s'hi subjecta un tres.

### Castells
- 7 de 6
- 7 de 7
- 7 de 8

- 7 de 9 amb folre

## Set amb l'agulla
Un set amb l'agulla o set amb el pilar al mig és un castell d'estructura composta format per vuit persones per pis. Es compon d'un quatre que té un pilar al mig i un tres subjectat a una de les seves rengles.
Amb alçada de sis pisos també s'ha descarregat el set amb dues agulles o set amb dos pilars dins. En aquest cas el castell té nou persones per pis perquè el tres també té un pilar dins.

### Castells
- 7 de 6 amb l'agulla
- 7 de 6 amb dues agulles
- 7 de 7 amb l'agulla
- 7 de 8 amb l'agulla

## Vuit

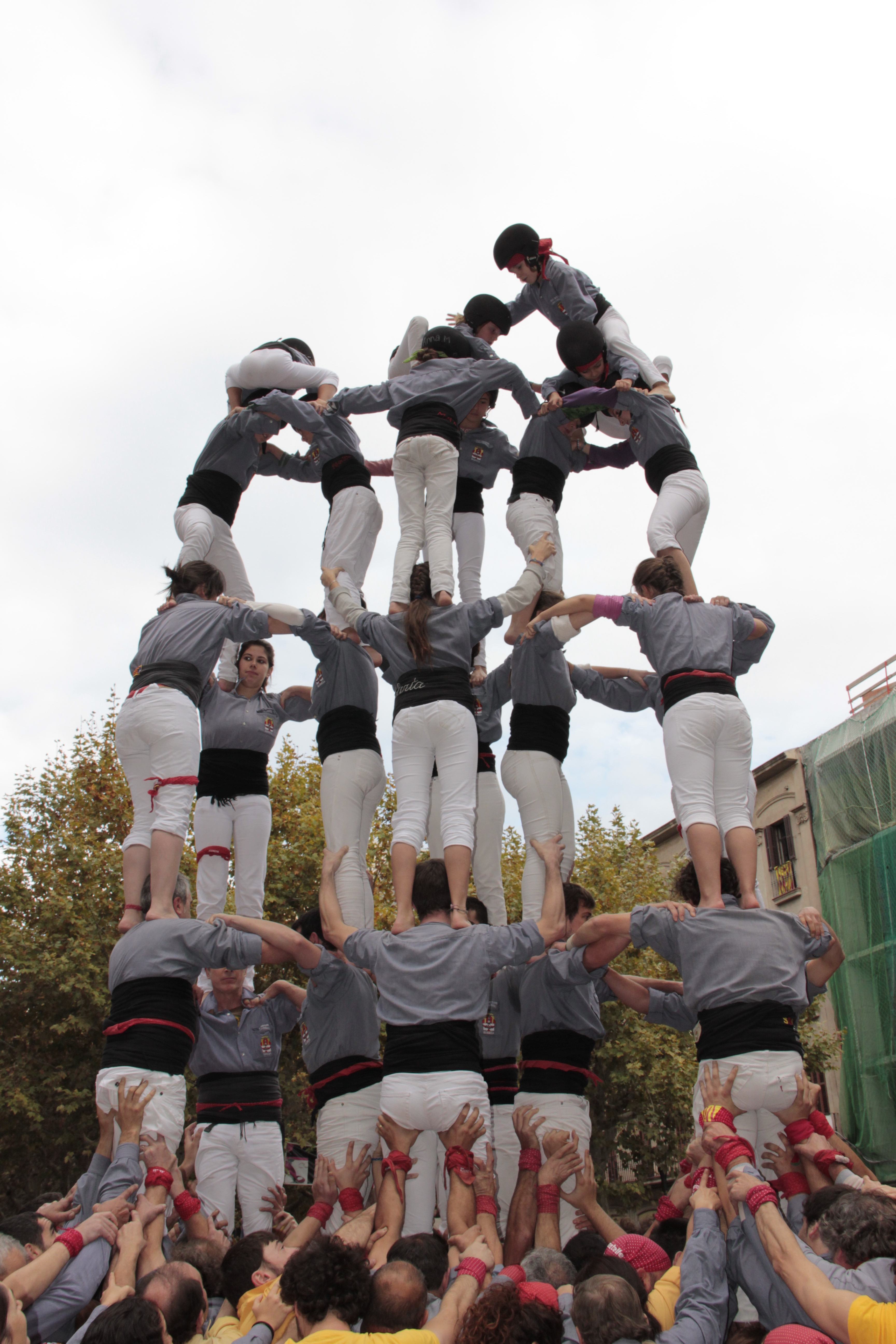
8 de 6 dels Tirallongues de Manresa

Un vuit és un castell d'estructura composta format per vuit persones per pis. En tota la història es documenten dos castells realitzats amb aquesta estructura, que en els dos casos la configuració de la qual va ser diferent. El primer que es coneix és un 8 de 6 realitzat pels aficionats de Llorenç del Penedès l'any 1999. En aquella ocasió es va fer amb una estructura central de quatre, amb dues torres adossades a dues rengles encarades. El pom de dalt estava format per tres parelles de dosos, tres acotxadors i tres enxanetes.
L'altre variant de configuració va ser feta l'11 de novembre del 2012 pels Tirallongues de Manresa a la plaça de Crist Rei de Manresa en la XXa Diada dels Tirallongues. Aquesta variant també està composta de tres estructures diferents. Té una estructura de dos central que, en lloc d'agafar-se entre si, s'uneix a les rengles de dues estructures de tres situades a cada banda. Així, el dos central queda com un fals quatre.

### Castells
- 8 de 6

### Galeria

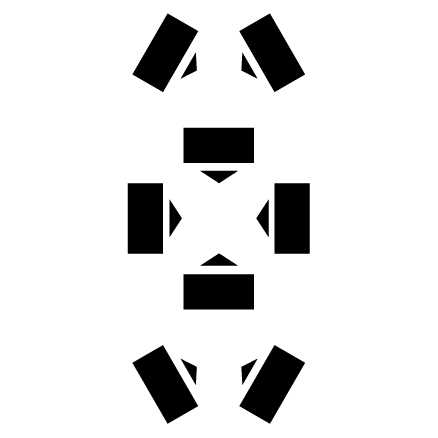
Estructura del tronc i baixos del 8 en la variant dels aficionats de Llorenç del Penedès (4+2+2)
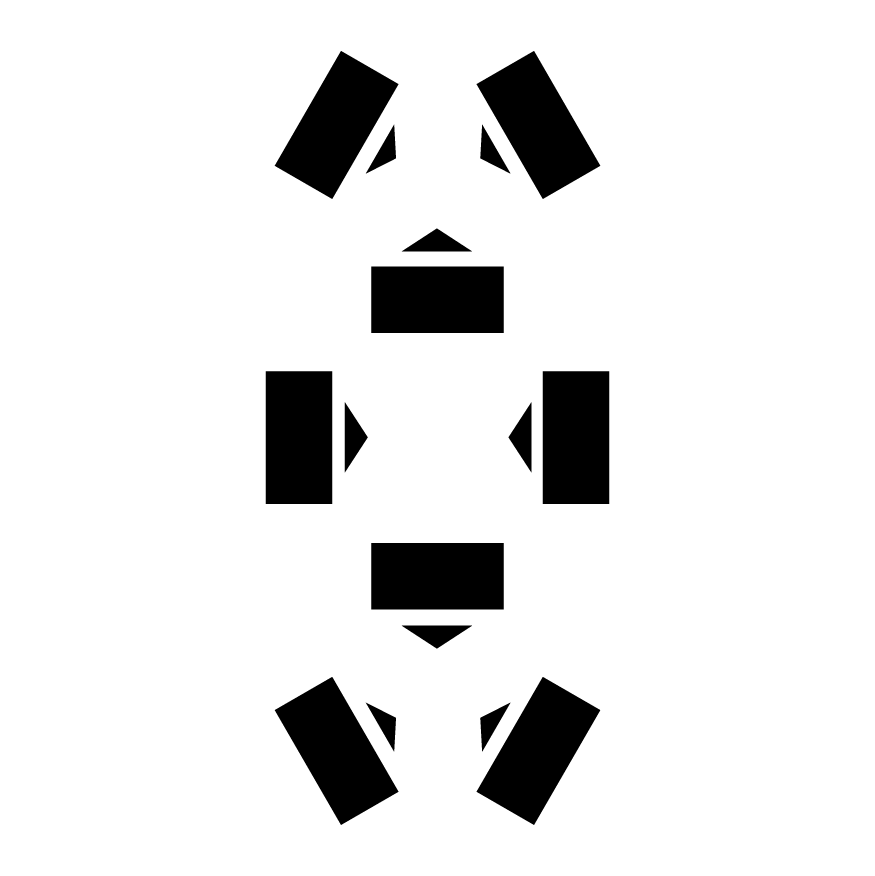
Estructura del tronc i baixos del 8 en la variant manresana (2+3+3)
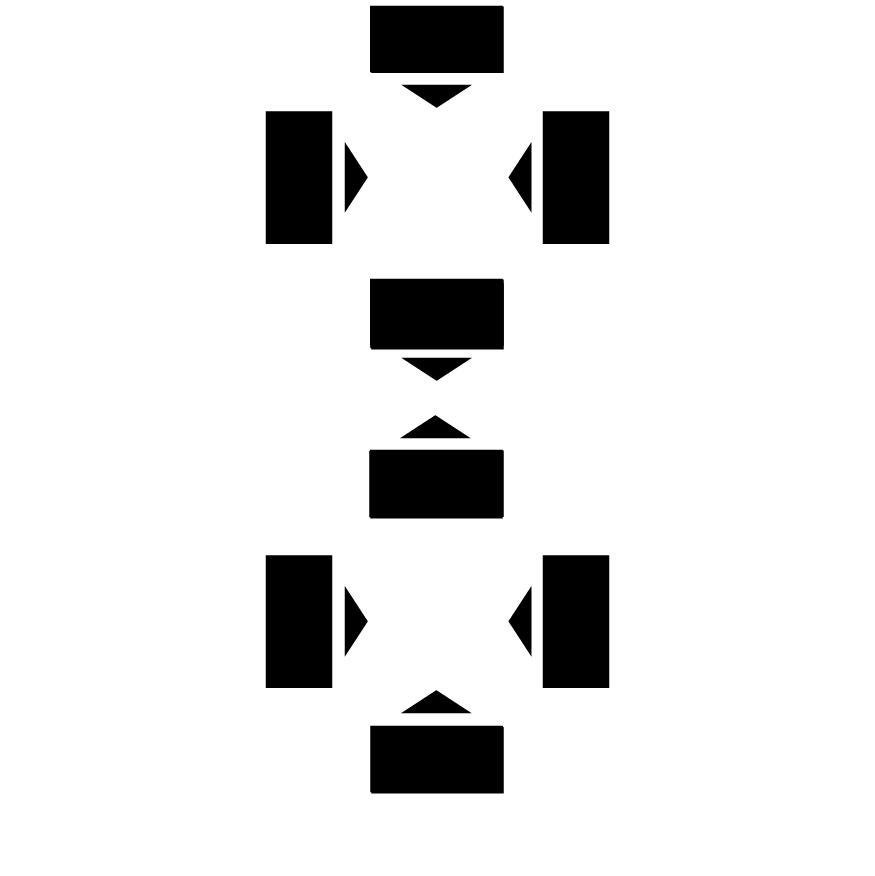
Esquema de la posició dels baixos i dels pisos del tronc en un castell d'estructura composta de 8 ( 2 (invertit)+3+3)"4+4".

## Nou

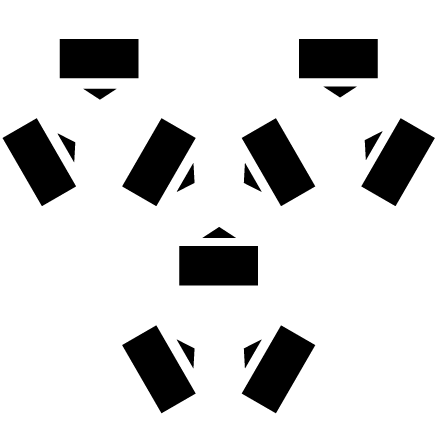
Estructura del tronc i baixos del 9 (3+2+2+2)

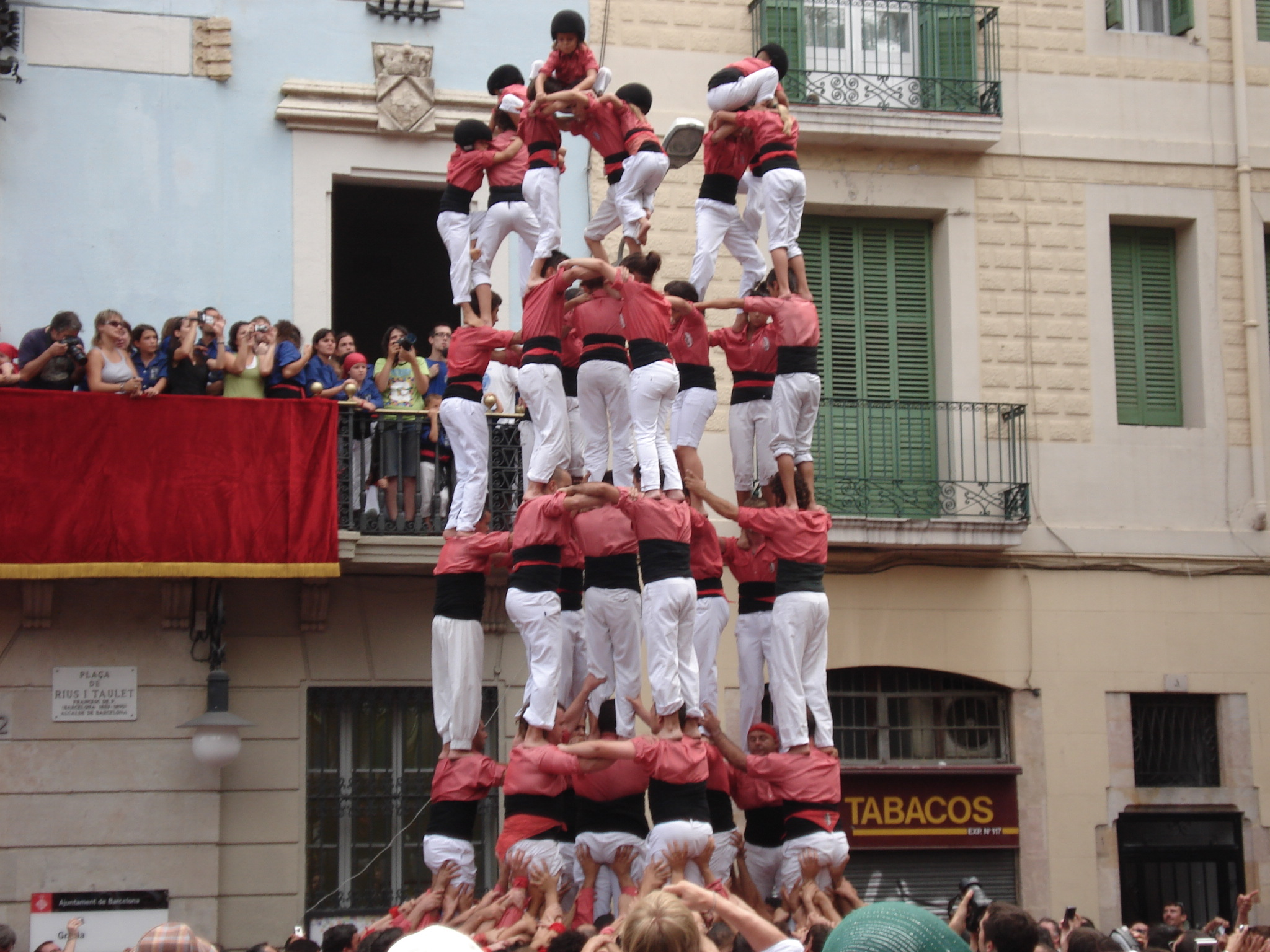
9 de 7

Un nou és un castell d'estructura composta format per nou persones per pis.

### Pinya
El nucli de la pinya està format per 9 contraforts, 18 crosses i 3 agulles. La pinya està composta de 27 rengles: 9 primeres mans, 6 vents i 12 laterals. També es pot fer amb 18 laterals i 3 vents.

### Tronc
El tronc està format per nou persones per pis. S'estructura a partir d'un tres central, i a cadascun d'aquests tres pilars s'hi subjecta un dos/torre.

### Pom de dalt
Conté tres poms de dalt independents i cada parella de dosos inclou un dos dret i un dos eixarrancat. El dos dret se situa sobre un pilar d'un dos/torre i el dos eixarrancat té un peu a l'altre pilar i un peu al tres central.
Cada pom té el seu aixecador. Es pot fer amb tres enxanetes o amb un. En el primer cas cada pom és coronat pel seu enxaneta. En el segon cas l'enxaneta ha d'anar traspassant successivament els tres poms per a fer-hi l'aleta.

### Castells
- 9 de 6
- 9 de 7
- 9 de 8
- 9 de 9 amb folre

## Deu

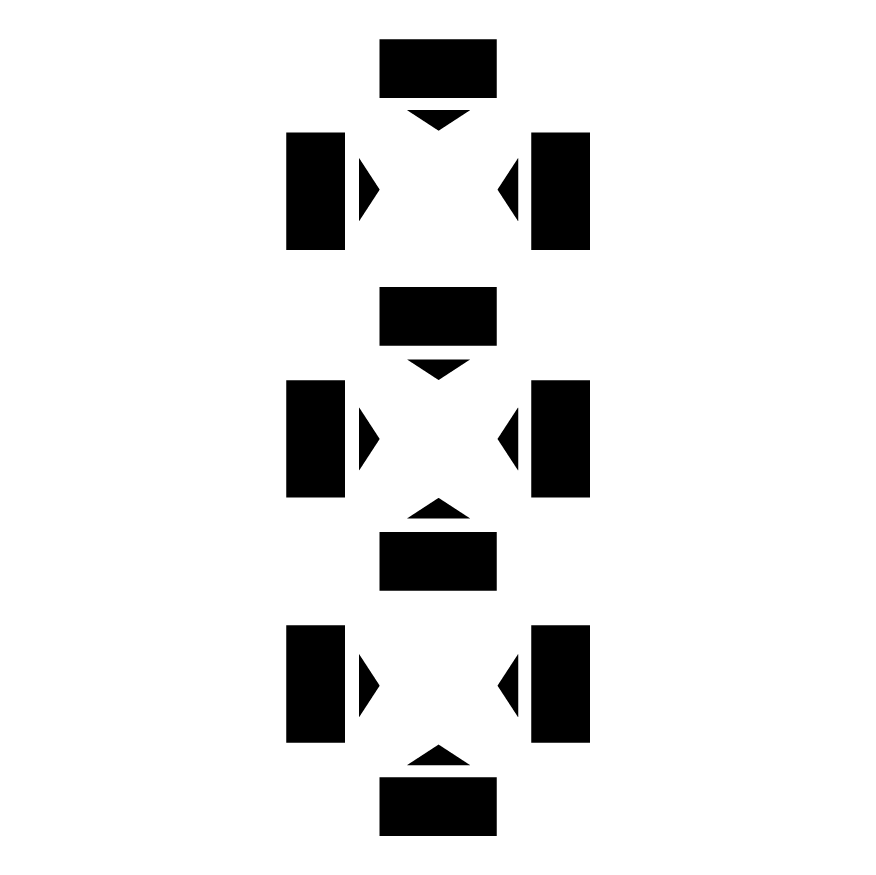
Estructura del tronc i baixos del 10 (4+3+3)

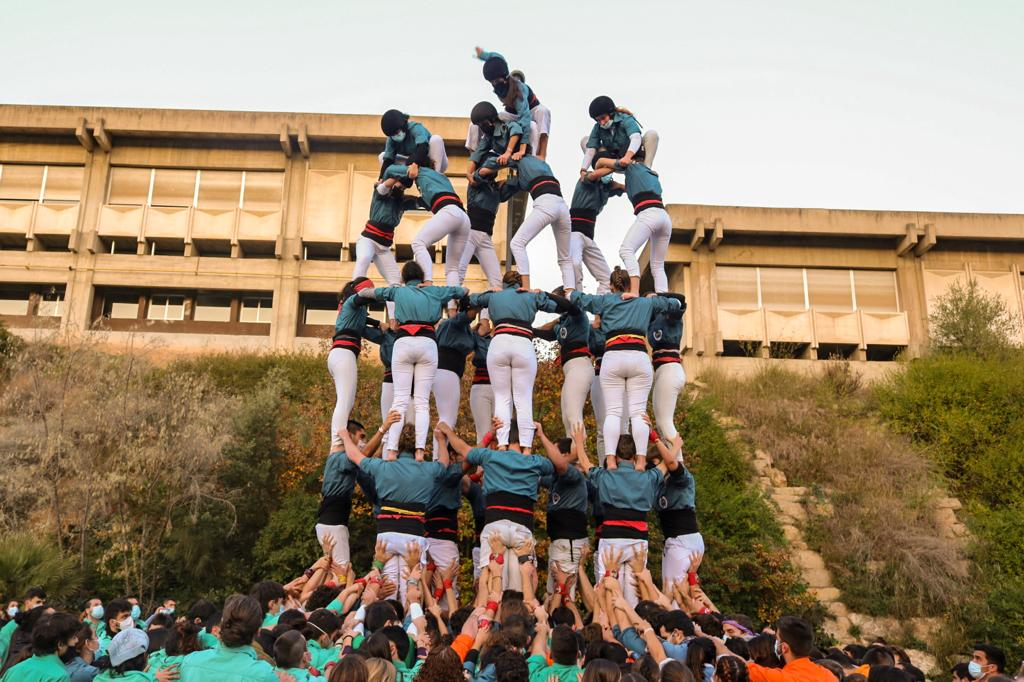
10 de 6 assolit pels Ganàpies de la UAB

Un deu és un castell d'estructura composta format per deu persones per pis. Parteix d'un quatre central, dues rengles dels quals s'hi subjecta tres per cada rengla. Aquesta estructura és igual que el set amb la diferència que s'afegeix un tres a l'altra banda del castell. El primer castell amb l'estructura de deu es va fer per part dels Castellers de Vilafranca el 19 d'abril del 2015 en la Diada del Graller

### Pinya
El nucli de la pinya està format per 10 contraforts, 20 crosses i 8 agulles (4 agulles al quatre central i dues agulles en cada tres). La pinya està composta de 34 rengles: 10 primeres mans, 8 vents i 16 laterals.

### Tronc
El tronc està format per deu persones per pis. S'estructura a partir d'un quatre central, dues rengles dels quals s'hi subjecta tres per cada rengla En el 10 de 7, el tronc té 40 castellers: 10 baixos, 10 segons, 10 terços i 10 quarts.

### Pom de dalt
El pom de dalt està format per tres poms independents: 6 dosos, 3 acotxadors i 1 enxaneta.

### Castells
- 10 de 6
- 10 de 7
- 10 de 8

## Dotze

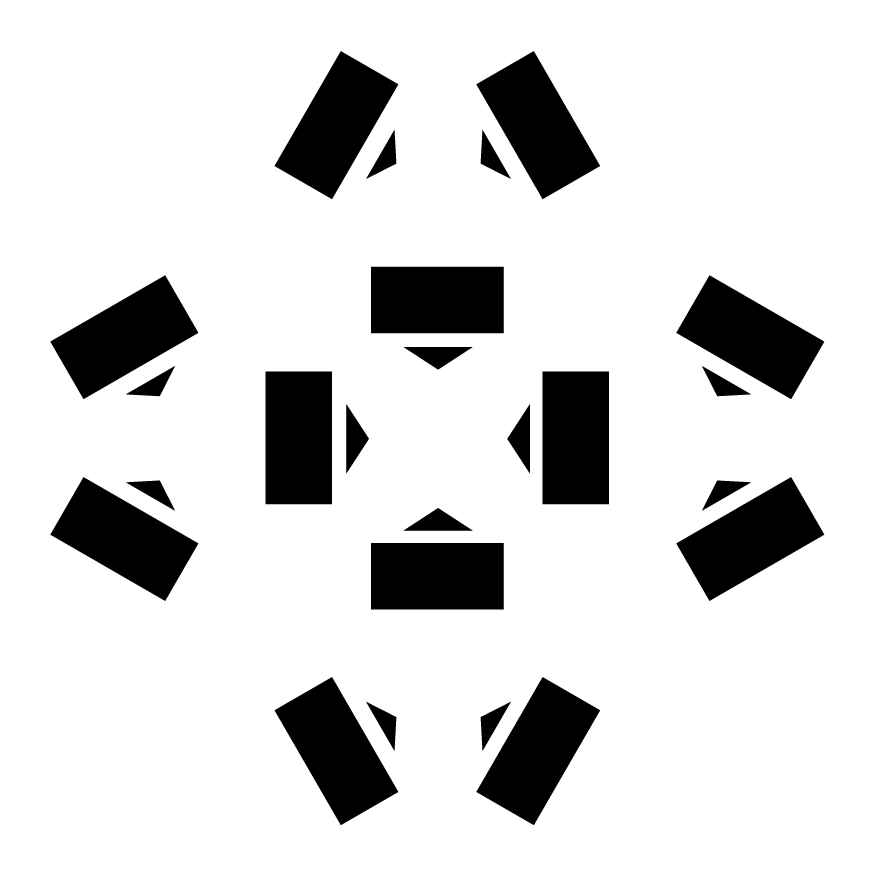
Estructura del tronc i baixos del 12 en la variant Vallenca (4+2+2+2+2)

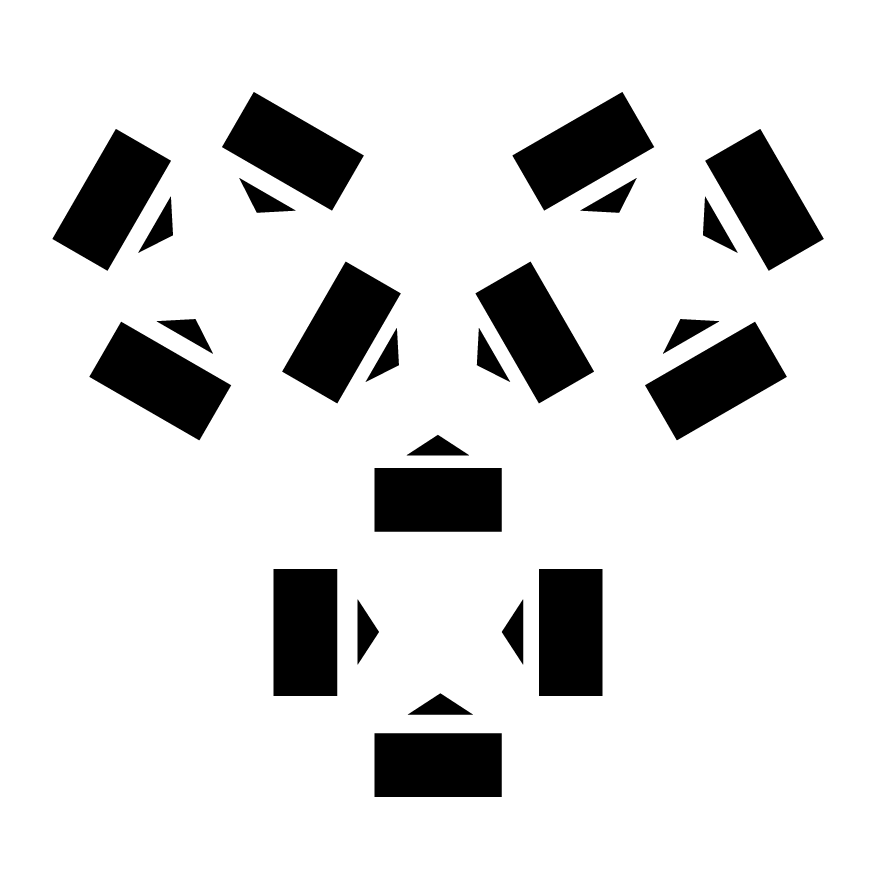
Estructura del tronc i baixos del 12 en la variant Barcelonina (3+3+3+3)

Un dotze és un castell d'estructura composta format per dotze persones per pis. És una estructura extremadament infreqüent, però amb molta antiguitat. La primera i única referència que se'n té al segle xix és quan l'antiga Colla Nova dels Xiquets de Valls el va descarregar de set pisos a la diada de Santa Úrsula del 1879. Durant el segle xx fou inèdit i modernament la recuperà la Colla Joves Xiquets de Valls que l'ha descarregat una vegada. Va ser el 9 de novembre del 2008 al 50è aniversari dels Minyons de l'Arboç. Posteriorment l'han descarregada els Castellers de Barcelona i els Capgrossos de Mataró.
No és segura la disposició original d'aquesta estructura usada el 1879, i modernament s'ha realitzat amb dues variants diferents:
- La configuració usada per la Colla Joves Xiquets de Valls, suposadament basada en l'original de 1879, parteix d'un quatre central que té un dos (o torre) adossat a cadascun dels seus quatre pilars.

- La configuració usada pels Castellers de Barcelona i els Capgrossos de Mataró parteix d'un tres central que té adossats a cadascun dels seus pilars altres tresos. Els tres tresos exteriors estan quadrats en forma de quatre amb el pilar central al qual estan adossats i, per tant, el castell té l'aparença de tres quatres.[35]

### Pinya
El nucli de la pinya està format per 12 contraforts, 24 crosses i 4 agulles. La pinya està composta de 34 rengles: 12 primeres mans, 8 vents i 14 laterals.

### Tronc
El tronc està format per dotze persones per pis. En el 12 de 7, el tronc té 48 castellers: 12 baixos, 12 segons, 12 terços i 12 quarts.

### Pom de dalt
La configuració dels poms de dalt depèn de la variant del castell.
En la variant vallenca, hi ha quatre poms independents amb 8 dosos, 4 acotxadors i 4 enxanetes. Els vuit dosos pugen tots pels quatre dosos (o torres) exteriors del castell i es col·loquen com en un tres: hi ha quatre dosos tancats, situats a la mateixa rengla per on han pujat, i quatre dosos oberts, amb el peu dret situat sobre un component del quatre central. Els quatre acotxadors pugen cadascun per un pilar diferent del quatre, fan mitja volta cap a la dreta, remunten els dosos i es col·loquen. Després de l'aleta, els acotxadors baixen pel pilar de la torre que s'agafa al quatre amb la mà dreta. Els enxanetes pugen per on baixen els acotxadors, coronen el castell i baixen pel pilar oposat a on han pujat. El castell només es considera carregat si s'han realitzat les quatre aletes.
En la variant barcelonina, hi ha tres poms independents amb 6 dosos, 3 acotxadors i 3 enxanetes. Tots sis són dosos oberts, que pugen pels tresos exteriors, pels pilars que estan en contacte amb el tres central, i col·loquen els peus o bé sobre dos components del tres exterior o bé sobre un component del tres exterior i un de l'intern. El castell només es considera carregat si s'han coronat els tres poms.

### Castells
- 12 de 7